# 嬌凡鯔
嬌凡鯔為輻鰭魚綱鯔形目鯔科的其中一種，分布於南中國海海域，棲息在沿海。

## 擴展閱讀
維基物種上的相關：嬌凡鯔